# スキャット後藤
スキャット後藤（スキャットごとう、本名: 後藤 重満〈ごとう しげみつ〉、1971年12月31日 - ）は、京都府京都市出身の日本の作曲家、編曲家、音楽プロデューサー、サウンドデザイナーであり、歌も歌うことがある。主にコンピュータゲーム、CM、テレビドラマ、映画の音楽を手掛けている。効果音（サウンドデザイン）も手掛ける場合がある。
「楽器ができない・楽譜が読めない・音楽理論が分からない」ことを逆手にとった自由な発想を基に、ポップでクセのある音楽を作ることをポリシーとしている。
ソロアーティスト活動も行っており、『スキャットさんの妄想音楽図鑑』シリーズなど定期的にリリースしている。

## 来歴
- 1990年、京都市立塔南高校卒業[4]。
- 1994年、京都産業大学工学部卒業[4]。
- 1994年、ゲーム会社トーセにて音楽制作をスタート[5]。
- 1997年、東京都に拠点を移動。インナーブレイン、ヒューマン (ゲーム会社)、ティー・ワイ・オーに在籍。
- 2000年5月、会社より独立。ゲームだけではなくテレビ番組（バラエティー番組・テレビドラマ）やCM、映画など幅広く音楽制作活動を行う
- 2003年頃、スキャット後藤に改名。
- 2011年、家族で千葉県最南端の館山市に移住。東京都杉並区の仕事場との二拠点で活動。

## 作品

### CM
- ロッテ Fit's - NEW フィッツダンス（出演:NiziU）
- カミ商事 エルモアいちばん（イラスト:和田ラヂヲ）
- 日本食研 空と大地のドレッシング

### 企業サウンドロゴ
- 竹書房

### テレビ
- とんねるずのみなさんのおかげでした（1997年6月26日 - 2018年3月22日、フジテレビ） - 楽曲提供
- きらきらアフロ（2001年4月6日 - 、テレビ東京） - オープニング曲制作
- 溜池Now（2006年3月20日から2008年11月24日、GyaO） - 音楽
- グータンヌーボー（2006年4月12日 - 2012年3月21日、関西テレビ） - 楽曲提供
- 紺野さんと遊ぼう（2008年3月7日 - 4月11日、WOWOW） - 劇伴・エンディングテーマ曲制作・エンディングボーカル
- A-Studio（2009年4月10日 - 、TBS） - オープニング曲
- キャサリン三世（2012年10月9日 - 2013年9月24日、関西テレビ） - オープニング曲
- 殺しの女王蜂（2013年10月4日 - 12月20日、テレビ東京） - 劇伴
- 俺のダンディズム（2014年4月16日 - 7月2日、テレビ東京） - 劇伴
- 太鼓持ちの達人〜正しい××のほめ方〜（2015年1月12日 - 3月30日、テレビ東京） -  劇伴
- となりの関くんとるみちゃんの事象（2015年7月27日 - 9月14日、MBS・TBS） - 劇伴
- 天才てれびくんMAX（NHK E）ドラマ6作 - 劇伴
- 初恋△トライアングル～あのコは何でニッポンに？～（2016年2月11日、テレビ東京） - 劇伴
- テマノビ～手間のかかった美しさ～（2016年3月22日、テレビ東京） - 音楽制作
- 徳山大五郎を誰が殺したか？（2016年7月17日 - 10月2日、テレビ東京） - 劇伴[6]
- 警視庁 ナシゴレン課（2016年10月18日 - 12月20日、テレビ朝日） - 劇伴
- 豆腐プロレス（2017年1月22日 - 7月2日、テレビ朝日）
- 女囚セブン（2017年4月21日 - 6月9日、テレビ朝日） - 劇伴[7]
- 要博士の異常な映画愛〜勝手にセリフ変えてみました〜（2017年10月16日 - 12月18日、テレビ東京）
- 青春高校3年C組（2018年4月2日 - 2021年4月1日、テレビ東京） - コーナーBGM
- Discover Myself（2018年4月5日、テレビ東京）
- 君は放課後、宙を飛ぶ（主演: 私立恵比寿中学 脚本: 徳尾浩司、2018年8月5日 - 、ひかりTV、dTV） - 劇伴
- 芸能人が本気で考えた！ドッキリGP（2018年11月10日 - 、フジテレビ） - おしり人間コージのテーマ
- グータンヌーボ2（2019年1月16日 - 、関西テレビ） - 楽曲提供
- 知らない人んち(仮)〜あなたのアイデア、来週放送されます!〜（2019年11月5日 - 11月26日、テレビ東京） - 劇伴（「スキャット後藤とゆかいな仲間たち（望月ヒカリ他）[2]」名義）
- 100文字アイデアをドラマにした！（2020年1月7日 - 3月24日、テレビ東京） - 劇伴
- アイドールズ!（2021年1月 - 3月、BS朝日） - テーマソング「アイドールズ～はじまりの歌～」作曲・編曲
- あなた犯人じゃありません（2021年1月8日 - 2021年3月5日、テレビ東京） - 劇伴
- 来世ではちゃんとします（2020年1月9日 - 3月26日、テレビ東京） - 劇伴
- イタイケに恋して（2021年7月1日 - 9月9日、日本テレビ） - 劇伴
- 劇的に沈黙（2021年7月6日 - 9月28日、TOKYO MX） - 劇伴（「スキャット後藤とゆかいな仲間たち（望月ヒカリ他）」名義）
- さよなら、ハイスクール（2021年、出演:阿部顕嵐、ナンバーナイン） - 劇伴
- 来世ではちゃんとします2（2021年8月12日 - 9月30日、テレビ東京） - 劇伴
- プチプチ・アニメ「ぽぽりす&フレンズ▽あこがれのファッションショー」（2021年12月24日、Eテレ） - 劇伴[8]
- ダメな男じゃダメですか?（2022年2月3日 - 3月31日、テレビ東京） - 劇伴

- 何かおかしい（2022年6月1日 - 7月6日、テレビ東京） - 劇伴
- 推しが上司になりまして（2023年10月4日 - 12月21日、テレビ東京） - 劇伴
- ブラックガールズトーク（2024年2月5日 - 3月25日、テレビ東京） - 劇伴
- 下山メシ（2024年11月15日 - 、テレビ東京） - 劇伴

### お笑い・イベント
- NON STYLE LIVE2019「Re:争論～リソウロン～ - コント内音楽
- 豆腐プロレス The REAL 2018 WIP QUEENDOM in 愛知県体育館 - AKB48グループ 音楽担当（2018年2月23日）
- 豆腐プロレス The REAL 2017 WIP CLIMAX - AKB48グループ 後楽園ホール 音楽担当 (2017年8月29日）

### こども向き
- ポケモンKids TV 怪談ソング「きみをみてるよ」（歌：知久寿焼　制作：澤田裕太郎（Pie in the sky）・スキャットさんのタイトスパッツ）作曲・編曲
- プラネタリウム作品 こぐま座のティオ～12星座のなかまたち～ - 音楽担当（監督:加藤ちあき 出演:上田麗奈、上坂すみれ、太田哲治、武内駿輔、久嶋志帆）
- プラネタリウム作品 こぐま座のティオ 星空だいぼうけん - 音楽担当（監督:加藤ちあき 出演:上田麗奈）
- ベネッセ こどもちゃれんじ - 楽曲制作
- コマ撮りアニメ Hi Tiny!（監督:Mozu、YouTube） - 音楽制作
- コマ撮りアニメ ペン&マジック（監督:きしあやこ） - 音楽制作
- クレイアニメ オタマジャクシのタッドポールくん（監督:Myuyap、YouTube） - 音楽制作・音響効果 [9]
- ポストペットモモ便（2004年7月4日 - 2005年1月9日、MBS） - 劇伴制作
- クレイアニメ ズックとトッチョ、ノベリー（YouTube） - スキャット後藤篇
- メカ☆アフロくん（監督: 花くまゆうさく 出演:中村靖日、田中要次、津田寛治） - 劇伴 [10]

### 映画
- 呪霊 THE MOVIE（監督:村上賢司 出演:市川由衣、2003年3月8日） - 劇伴
- チキン☆デカ（国産）（監督:北村拓司 出演:岩佐真悠子、2004年3月）
- I am a HERO.（監督:北村拓司 出演:坂井真紀、2007年）
- Out the Pool（監督:篠原哲雄、2007年3月10日） - 劇伴
- わかばちゃん（監督:豊島圭介 主演:星野真里、2008年） - 劇伴
- 幽霊vs宇宙人 略奪愛（監督:豊島圭介 主演:高橋和也、2008年3月8日） - 劇伴
- 非女子図鑑 オープニング・非女子図鑑 占いタマエ！（2009年5月30日） - 劇伴
- お姉ちゃん、弟といく（監督:吉田浩太 主演:江口のりこ、2010年6月19日） - 劇伴
- 裁判長！ここは懲役4年でどうすか（2010年11月6日） - 劇伴
- チキンズダイナマイト（監督:飯塚俊光 出演:岡山天音、恒松祐里、2015年3月14日） - 劇伴
- すけ坊（監督:豊島圭介 主演: Micro（Def Tech）、2015年10月24日） - 劇伴
- 耳を腐らせるほどの愛（2019年6月14日） - 劇伴

### スマホ映画
- 彼の全てが知りたかった。（企画・原案:根本宗子 総合プロデュース:佐久間宣行 出演:小野花梨 佐藤寛太、2022年3月24日19:00公開） - 劇伴

### DVD
- 平手友梨奈（欅坂46）『てち浪漫』 - 音楽
- 上村莉菜（欅坂46）『効果音ガール』 - 音楽・効果音
- LOVE HOTEL COLLECTION（監督: 村上賢司） - 劇伴
- 怪談新耳袋 殴り込みシリーズ（監督: 豊島圭介） - 劇伴

### ゲーム
- (元祖)みんなでスペランカー - 音楽制作
- いっき おんらいん -

音楽制作
- スクールガールストライカーズ トゥインクルメロディーズ - 「Believe in yourself」「New World」楽曲提供
- ペーパーマリオ カラースプラッシュ - 作詞・作曲・編曲、音楽制作（11曲）
- POSSESSION MAGENTA - 音楽制作
- シバ・カーリーの伝説 - 音楽・効果音制作
- Code Name: S.T.E.A.M. リンカーンVSエイリアン - 効果音制作・MA
- たまごっち！せーしゅんのドリームスクール - BGM制作・主題歌制作
- おうちまいにち たまごっち -

BGM制作
- たまごっちコレクション - BGM制作・主題歌制作
- To LOVEる-とらぶる- ダークネス　トゥループリンセス - BGM制作
- 結城友奈は勇者である　樹海の記憶 - BGM制作
- 和牛のモ〜ダッシュ -

BGM,SE担当
- ハップときめーたー - 楽曲制作
- ひっぱりずさるゲー ねこずさる。 - 音楽・効果音制作
- ざっくぅをあつめて群れにする群れゲーム ざくざくざっくぅ J:COM ZAQ - 音楽・効果音制作
- キティちゃんの楽しいパズルゲーム ハローキティトイズ - 音楽制作
- 音楽で相性診断 チュッチュTune - 音楽・効果音制作
- Flying Pen - 音楽・効果音制作
- 東北大学 川島隆太教授 監修・指導 体で答える新しい脳トレ - BGM
- JUST DANCE KIDS・JUST DANCE KIDS・The Smurfs Dance Party - BGM
- Just Dance Disney Party - BGM
- 龍が如く3 - BGM1曲
- 龍が如く4 伝説を継ぐもの - BGM1曲
- 龍が如く5 夢、叶えし者 - SE
- 龍が如く0 誓いの場所 - SE
- 龍が如く OF THE END - SE
- 龍が如く 維新! - SE
- クロヒョウ 龍が如く新章 - SE
- クロヒョウ2 龍が如く 阿修羅編 - SE
- 初音ミク ライブステージ プロデューサー - BGM
- NARUTO -ナルト- 忍列伝 - BGM・SE
- NARUTO -ナルト- 疾風伝 忍列伝Ⅱ - BGM・SE
- NARUTO -ナルト- 疾風伝 忍列伝Ⅲ - BGM・SE
- ぜんまいざむらい - BGM
- リカちゃんDS おんなのこレッスン - BGM
- かわいい仔犬DS2 - BGM
- ハヤテのごとく!! ナイトメアパラダイス - BGM
- DEAR_My_SUN!!〜ムスコ★育成★狂騒曲〜 - BGM
- エクステトラ - BGM
- ピンキーストリート キラキラ☆ミュージックナイト - BGM
- 牧場物語 わくわくアニマルマーチ - BGM
- 真・デコトラ伝説 天下統一頂上決戦 - BGM
- 伝説のスタフィーシリーズ - BGM
- モンスターガーディアンズ - BGM
- EXモノポリー - BGM
- ドラえもん 緑の惑星ドキドキ大救出 - BGM
- グラディウスジェネレーション - STAGE1・2など6曲
- コロコロパズル ハッピィパネッチュ! - STAGE1
- アートカミオン芸術伝 - BGM
- ミザーナフォールズ - BGM
- ファイアープロレスリング - BGM
- まわってムーチョ - BGM
- マリオズテニス - 1曲
- 魚群探知機 ポケットソナー - BGM
- ターフウィンド96 武豊競走馬育成ゲーム - BGM
- V-Tennis2 - BGM
- ナムコミュージアム5 - パックマニアアレンジ
- ドラゴンボールZ 真武闘伝 - 数曲
- ドラゴンボールZ Ultimate Battle 22 - データ化
- 機動戦士Zガンダム 前編・後編 - データ化
- スーパー燃えろ！！︎プロ野球! - 1曲
- スラムダンク SDヒートアップ!! - BGM
- スラムダンク2 IH予選完全版!! - BGM
- スーパーテトリス3 - 1曲 "Go To Magic"
- スーパーボンブリスGB - 3曲
- ウルトラマン超闘士激伝 - BGM・SE

### 出演
- あまちゃん（134話、エキストラ、NHK）[11]

### 書籍
- キャリア教育支援ガイド お仕事ナビ 2 ゲームを作る仕事[12]
- カイキドロップ (押切蓮介)

### その他
- しゅくだいやる気ペン (KOKUYO)  BGM
- 『Google 祭 with Android』Android Taico 音楽・効果担当 BGM,SE,音ゲー譜面制作
- 「FUMM ADVENTURE (よみうりランド)」音楽・効果音制作
- グッジョバアトラクションau未来研究所「FUMM」「COMI KUMA」「ままデジ」音楽・効果音制作
- KDDI デザイニングスタジオ原宿  館内コンテンツ音楽
- チューハイ「ほろよい」のスペシャルサイト「ほろったー」音楽・効果音制作
- mixiアプリ「みんなで宅飲み カンパイ！ほろよい部屋」音楽・効果音制作
- 忍者コップ公式テーマソング「レッツゴー忍者コップ！」(監修: ザリガニワークス)
- 六本木ヒルズ 森美術館「世界都市展」 会場内音楽